# Bagnoli Friularo
Bagnoli Friularo o Friularo di Bagnoli è una DOCG riservata ad alcuni vini la cui produzione è consentita nella provincia di Padova.

## Zona di produzione
La zona di produzione omprende l'intero territorio dei comuni di: Agna, Arre, Bagnoli di Sopra, Battaglia Terme, Bovolenta, Candiana, Due Carrare, Cartura, Conselve, Monselice, Pernumia, San Pietro Viminario, Terrassa e Tribano in provincia di Padova.
La zona di produzione della tipologia "classico" è limitata al comune di Bagnoli di Sopra..

## Storia
Il più antico documento conosciuto che parla dei vini di Bagnoli è l'atto di donazione al vescovo di Padova da parte del marchese di Bagnoli, risalente al 954. Tra il XII e il XIII secolo esiste notevole documentazione di donazioni di vigneti nella zona e di decime pagate alla locale corte benedettina.
Nel 1521 lo scrittore e commediografo padovano Ruzzante descrisse un «vino sgarboso», le cui caratteristiche ampelografiche paiono identificare il Raboso autoctono, cioè il Friularo. 
Il nome del vino appare in un preziario di vini del 1774, che indica nel Friularo quello più costoso e richiesto. Nel 1787 il poeta veneziano Ludovico Pastò scrisse il ditirambo "El Vin Friularo de Bagnoli", declamandone le virtù. Nel 1924 Arturo Marescalchi affermò: «II Friularo è il vino rosso di piano più rinomato del Padovano»

### Etimologia
Alcuni studiosi ipotizzano che il termine dialettale "Frigoearo" con cui viene chiamato il vino derivi dalla radice latina “Frigus” (freddo), seguita dalla desinenza “Arus”, collegandolo alla raccolta tardiva, già praticata anticamente.

## Tecniche di produzione
Le operazioni di appassimento delle uve, vinificazione, invecchiamento e affinamento devono aver luogo all'interno della zona di produzione nonché nei comuni di Cona e Albignasego.
Nella preparazione dei vini diversi dalla tipologia passito e vendemmia tardiva possono essere utilizzate uve sottoposte ad appassimento fino ad un massimo del 50% dell'intera partita.
La menzione "Vendemmia Tardiva" è riservata al vino prodotto con almeno il 60% delle uve raccolte e vinificate dopo l'11 novembre (Estate di San Martino).
La tipologia "Passito" richiede un appassimento naturale delle uve in locali idonei; le uve destinate all'appassimento possono essere pigiate dopo l'8 dicembre.
Nella designazione dei vini può essere utilizzata la menzione “vigna” a condizione che sia seguita dal toponimo registrato e che le varie operazioni avvengano separatamente.
È obbligatoria l'indicazione dell'annata di produzione delle uve.
Il Bagnoli friularo deve essere imbottigliato in contenitori di vetro di capacità massima di 3 litri, chiuse con tappo raso bocca in sughero.

## Disciplinare
già riconosciuta a DOC con DM 
Approvato con 
Modificato con 
Sito ufficiale Mipaaf - Qualità - Vini DOP e IGP
Modificato con
La DOC Bagnoli Friularo è stata istituita con DM 16.08.1995 e riconosciuta come DOCG con DM 08.11.2011 pubblicato sulla Gazzetta Ufficiale n. 276 del 26.11.2011

Successivamente è stata modificata con 
- DM 30.11.2011 - G.U. 295 del 20.12.2011
- La versione in vigore è stata approvata con DM DM 07.03.2014 pubblicato sul sito ufficiale del Mipaaf[1]

## Tipologie
Sono previste le versioni riserva e vendemmia tardiva
| uvaggio | Raboso Piave minimo 90% |

### Bagnoli Friularo
|                                       | Bagnoli Friularo | Riserva   | Classico  |
| titolo alcolometrico effettivo minimo | 11,50% vol.      | 12,50%    | 12,50%    |
| acidità totale minima                 | 5,50 g/l.        | 5,50 g/l. | 5,50 g/l. |
| estratto secco minimo                 | 24,00 g/l.       | 26,00     | ?         |
| resa massima di uva per ettaro        | 120 q.           | 120 q.    | 110 q.    |
| resa massima di uva in vino           | 70%              | 70%       | 70%       |
| invecchiamento minimo                 | 12 mesi          | 24 mesi   | 12 mesi   |

### Bagnoli Friularo passito
|                                       | Passito   | Classico passito |
| titolo alcolometrico effettivo minimo | 12,50%    | 12,50%           |
| titolo alcolometrico totale minimo    | 15,50%    | 15,50%           |
| acidità totale minima                 | 5,50 g/l. | 5,50 g/l.        |
| estratto secco minimo                 | 30,00     | 30,00            |
| resa massima di uva per ettaro        | 120 q.    | 110 q.           |
| resa massima di uva in vino           | 45%       | 45%              |
| invecchiamento minimo                 | 24 mesi   | 24 mesi          |